# John Patten

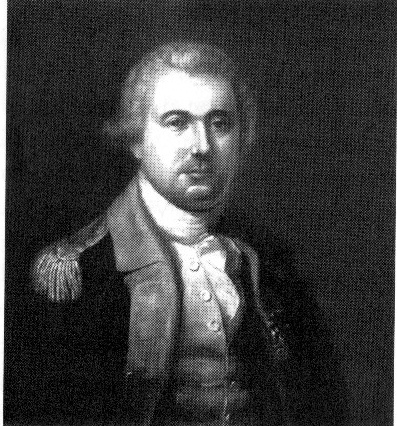
John Patten

John Patten (* 26. April 1746 im Kent County, Delaware Colony; † 26. Dezember 1800 in Dover, Delaware) war ein US-amerikanischer Politiker. Zwischen 1793 und 1794 und nochmals von 1795 bis 1797 vertrat er den Bundesstaat Delaware im US-Repräsentantenhaus.

## Werdegang
John Patten besuchte die öffentlichen Schulen seiner Heimat und arbeitete danach in der Landwirtschaft. Während des Unabhängigkeitskrieges stieg er in der Kontinentalarmee vom Lieutenant bis zum Major auf. Er nahm an mehreren Schlachten teil und geriet zwischenzeitlich auch in Kriegsgefangenschaft. Im Jahr 1785 wurde er Abgeordneter im Repräsentantenhaus von Delaware; 1786 saß er im Kontinentalkongress.
1792 wurde Patten als Kandidat der Demokratisch-Republikanischen Partei in das US-Repräsentantenhaus gewählt. Delaware stellte damals nur einen Kongressabgeordneten, der staatsweit ("At Large") gewählt wurde. Dieses System hat sich in Delaware bis heute erhalten. Zwischen 1813 und 1823 gab es einen zweiten Sitz für diesen Staat, der aber auch staatsweit gewählt wurde. Im Kongress trat Patten am 4. März 1793 die Nachfolge von John M. Vining an. Seine Wahl wurde aber von Henry Latimer, dem Kandidaten der Föderalistischen Partei, angefochten. Nachdem diesem Einspruch stattgegeben worden war, musste Patten sein Mandat am 14. Februar 1794 an Latimer  abtreten. Bei den Kongresswahlen des gleichen Jahres gelang es Patten, Latimer zu schlagen und seinen Sitz zurückzugewinnen. Zwischen dem 4. März 1795 und dem 3. März 1797 konnte er dann eine volle Legislaturperiode im Kongress absolvieren.
1796 verzichtete Patten auf eine erneute Kandidatur. Danach arbeitete er wieder in der Landwirtschaft. Im Jahr 1800 kandidierte er ohne Erfolg für eine Rückkehr in das Repräsentantenhaus. Patten starb im Dezember desselben Jahres und wurde in Dover beigesetzt. Er war zweimal verheiratet.